# Hermann Schardt

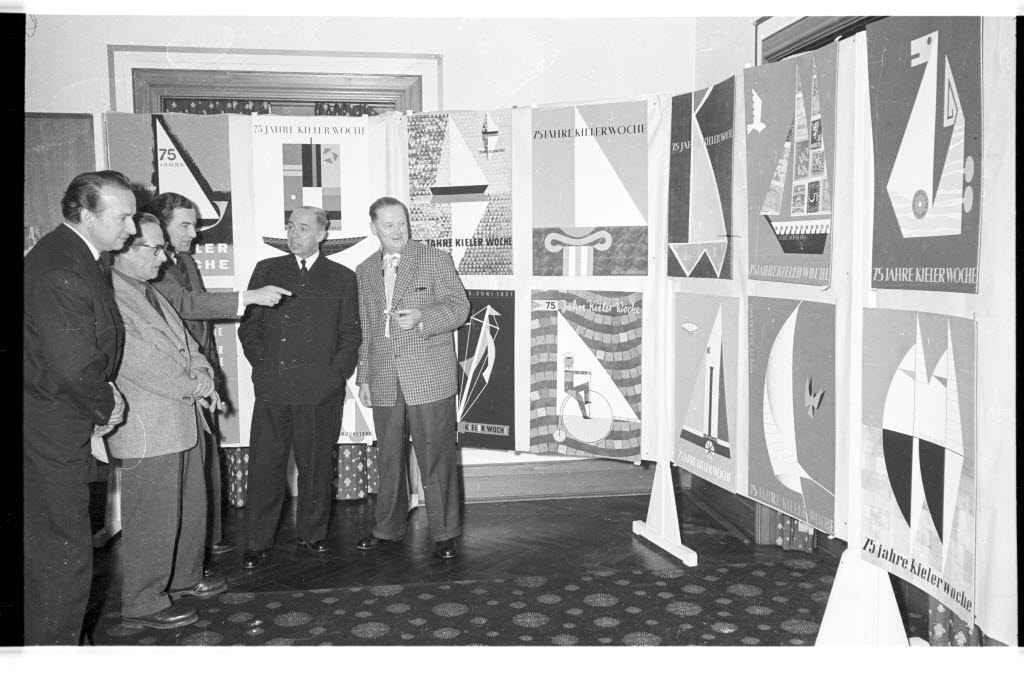
(v.l.n.r) Prof. Hermann Schardt, Grafiker Hermann Eidenbenz, Magistratsrat und Kunstmaler Lothar Schlüter, Oberbürgermeister der Stadt Kiel Hans Müthling und Maler Hans Rickers, 1957

Hermann Schardt (* 27. Juni 1912 in Essen; † 12. April 1984 ebenda) war ein deutscher Grafiker, Maler und Kunstschuldirektor.

## Leben
In den Jahren 1927–1931 machte Hermann Schardt zunächst eine Lithografenlehre und war anschließend in diesem Beruf tätig. Es folgte von 1931 bis 1933 ein Studium der Malerei, der freien und angewandten Grafik bei den Professoren Alfred Fischer, Max Burchartz, Karl Rössing, Wilhelm Poetter, Karl Kriete und Josef Urbach an der Essener Kunstgewerbeschule. Ab 1935 arbeitete er an dieser Schule als Lehrer und wurde 1940 Leiter der Abteilung für Gebrauchsgrafik.
Im selben Jahr wurde er eingezogen und als Soldat zunächst in Frankreich und danach an der Ostfront eingesetzt. Dort entstanden zwischen 1941 und 1943 – aufgrund von eigenen Kriegserlebnissen – die Holzstiche für den Zyklus Der rote Totentanz. Diese Arbeiten sollen durch Albert Speer Adolf Hitler vorgelegt worden sein, der sie sehr positiv beurteilt habe. 1944 erschien der Zyklus erstmals als Buch (vgl. Werke).
Nach dem Krieg bot ihm die Druckwerkstatt Hermann Kätelhön in Wamel am Möhnesee ein Refugium. Er arbeitete dort als Maler und freier Grafiker, bis er 1947 von der Stadt Essen den Ruf zum Wiederaufbau der Folkwang-Werkkunstschule erhielt.
Von 1948 bis 1971 war Hermann Schardt Direktor der Folkwangschule für Gestaltung. Unter seiner Leitung gewann die Schule internationales Ansehen, kämpfte aber vergeblich um ihre Anerkennung als Hochschule. Besonders am Herzen lag Schardt die Folkwang-Idee, die Gesamtheit aller Künste unter einem Dach zu versammeln und miteinander in Austausch zu bringen. Die 1971 vollzogene Eingliederung der Folkwangschule für Gestaltung in die Fachhochschule Essen (ab 1972 Universität-Gesamthochschule Essen) und ihre räumliche Trennung von der Folkwang Hochschule für Musik, Tanz und Schauspiel löste die bis dahin enge Verbindung dieser beiden Ausbildungsstätten auf. Die Folkwangschule für Gestaltung verlor ihre Selbständigkeit. Am neu gebildeten Fachbereich Design unterrichtete Schardt freie Grafik bis 1977.
Schardt gehörte zu den Gründungsmitgliedern der 1953 in Zürich konstituierten internationalen Vereinigung der Holzschneider Xylon. Er war Initiator und 1970 Mitbegründer des Deutschen Plakatmuseums in Essen und dessen erster Direktor. 1974 gehörte er zu den sieben Gründungsmitgliedern der von Mildred Scheel ins Leben gerufenen Deutschen Krebshilfe.
Neben Grafikdesign und freier Grafik (Xylografie, Lithografie, Radierung, Zeichnung, Aquarell) schuf Hermann Schardt eine Vielzahl von künstlerischen Werken am Bau und im öffentlichen Raum (Relief, Mosaik, Glasschliff, Marmorintarsien u. a.)

## Ehrungen
- 1935: Verleihung des Albrecht-Dürer-Preises für Die Weise von Liebe und Tod des Cornets Christoph Rilke (vgl. Buchillustrationen)
- 1950: Ernennung zum Professor durch das Land Nordrhein-Westfalen
- 1962: Verleihung des Folkwang-Ehrenrings für besondere Verdienste

## Werk (Auswahl)

### Buchillustrationen
- Rainer Maria Rilke: Die Weise von Liebe und Tod des Cornets Christoph Rilke. (Illustrationen und Schrift in Holz geschnitten von Hermann Schardt) Stuttgart 1933.
- Der rote Totentanz. (Zyklus von 30 Holzstichen) Stuttgart 1944. (Neudruck: Essen 1984.)
- Friedrich Schleiermacher: Katechismus. (mit 15 Radierungen von Hermann Schardt) Wamel 1945.
- Adalbert Stifter: Rauschende Wälder, klingende Herzen. (mit drei Illustrationen von Hermann Schardt) Heidelberg 1946.
- Francois Marie Arouet Voltaire: Candide oder die beste der Welten. (Übersetzung von Ilse Linden, mit 22 Federzeichnungen von Hermann Schardt) Hamburg 1946.
- Honoré de Balzac: Jesus Christus in Flandern. (mit 11 Lithografien von Hermann Schardt) Heidelberg / Waibstadt 1947.
- Johann Wolfgang von Goethe: Römische Elegien. (mit 9 Lithografien von Hermann Schardt) Waibstadt 1947.
- Carlo Goldoni: Der Murrkopf. (mit 16 Radierungen von Hermann Schardt) Hamburg 1947.
- O. Henry: Straßen des Schicksals. Eine romantische Novelle. (mit 7 Federzeichnungen von Hermann Schardt) Heidelberg 1947.
- Horst Wolfram Geissler: Der liebe Augustin. Die Geschichte eines leichten Lebens. (mit 45 Federzeichnungen von Hermann Schardt) Zürich 1948.
- Daniel Defoe: Robinson Crusoe. (Neubearbeitung von Alfred Lück, mit 57 Federzeichnungen von Hermann Schardt) Kreuztal 1949. (Neudruck: Essen 1981.)
- Felix Timmermans: An Pieter Brueghels Grab. (Übertragung von Karl Jakobs, mit 10 Lithografien von Hermann Schardt) Essen 1955.
- Karl Preisendanz (Übertr.): Lob der Frauen in latinischen Gärten. Eine Auslese römischer Lyrik. (mit 10 Federzeichnungen von Hermann Schardt) Essen 1959.
- Klaus A. Dietsch: China Cicerone. Ein Handbuch. (mit 22 Federzeichnungen von Hermann Schardt) München 1982.

### Typografie
- 1955: Entwurf der Folkwang-Antiqua mit zwei Schnittvarianten (kursiv und halbfett) für die Schriftgießerei Gebr. Klingspor in Offenbach

### Briefmarken
- 1951: Deutsche Bundespost, Nationale Briefmarken-Ausstellung Wuppertal, 10 Pf. + 2 Pf. und 20 Pf. + 3 Pf.

### Kunst am Bau
- 1956: Glasmosaik der Erker-Fassaden am Geschäftshaus Deiter in Essen
- 1963: Die apokalyptischen Reiter, Bronzeportal der Marktkirche in Essen
- 1969: achtteiliges farbiges Altarfenster der Kapelle im Evangelischen Krankenhaus Düsseldorf

### Schriften und Editionen
- (als Herausgeber): 50 Jahre Folkwangschule für Gestaltung. (mit Texten von Max Burchartz) Essen 1961.
- (als Herausgeber): Strukturen grafisch / fotografisch. (20 Farbfotos italienischer Maler / 25 Strukturstudien junger Grafiker) Opladen 1964.
- (als Herausgeber und Mitautor): Paris 1900. Französische Plakatkunst. Stuttgart 1968.
- (als Herausgeber): Schausteller, Gaukler und Artisten. Schaubuden-Graphik der Vormärzzeit. (mit Einführung von Günther Böhmer, Text deutsch und englisch) 2 Bände, Essen 1980.